# Albéric Magnard

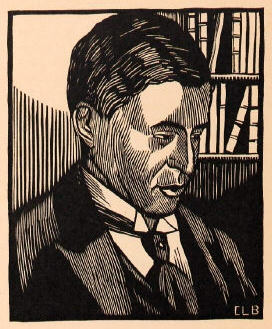
Albéric Magnard
(Bild: unbekannter Künstler)

Lucien Denis Gabriel Albéric Magnard (* 9. Juni 1865 in Paris; † (wahrscheinlich) 3. September 1914 in Baron, Département Oise) war ein französischer Komponist.

## Leben
Albéric Magnard war Sohn von Francis Magnard (1837–1894), Bestsellerautor und Herausgeber von Le Figaro, und Émilie Bauduer. 1869 verlor er seine Mutter durch Suizid. Nach dem Militärdienst und einem Abschluss an der juristischen Fakultät ging er an das Pariser Conservatoire, wo er ab 1886 Kontrapunkt bei Théodore Dubois studierte und in die Klasse von Jules Massenet kam. 1888 erhielt er einen ersten Preis in Harmonielehre. Dort traf er auch auf Vincent d’Indy, bei dem er privat von 1888 bis 1892 Fugenlehre und Orchestrierung studierte; Magnards erste beide Sinfonien entstanden unter der Anleitung von d’Indy, die 1. Sinfonie c-Moll ist ihm gewidmet.
Zur selben Zeit veröffentlichte er scharfzüngige Musikkritiken in Le Figaro, mit denen er sich viele Gegner schuf. Andererseits lehnte er es ab, von den sozialen Beziehungen seines Vaters zu profitieren. Nach dem Tod des Vaters 1894 (dessen Andenken er Chant Funèbre op. 9 widmete) verlor er auch diese literarische Plattform. 1896 heiratete Magnard Julie Creton. 1896/97 erteilte er Kontrapunktunterricht an der 1894 von d’Indy mitgegründeten Schola Cantorum und schrieb seine 3. Sinfonie b-Moll. Etwa um diese Zeit begann sich Magnards Gehör zu verschlechtern. Dieser Schicksalsschlag und jahrelange künstlerische Enttäuschungen dürften zu seiner zunehmenden Verbitterung und Vereinsamung beigetragen haben.
Durch das Vermögen seines Vaters war er finanziell gesichert: Unabhängig, auf keine musikalischen Kompromisse angewiesen und auch nicht dazu bereit, hatte er jahrelang größte Schwierigkeiten, seine Kompositionen zur Aufführung zu bringen. Sein Freund Guy Ropartz, seit 1894 Leiter des Konservatoriums in Nancy, führte mehrere seiner Werke auf. 1899 veranstaltete Magnard ein Konzert ganz auf eigene Kosten, 1902 begann er, seine Werke auch selbst zu drucken (opus 8 bis opus 20), was zu großen Verlusten beim Brand seines Hauses 1914 führen sollte. In der Dreyfus-Affäre stellte sich Magnard auf die Seite von Émile Zola und komponierte in diesem Zusammenhang 1902 das Orchesterwerk Hymne à la Justice.

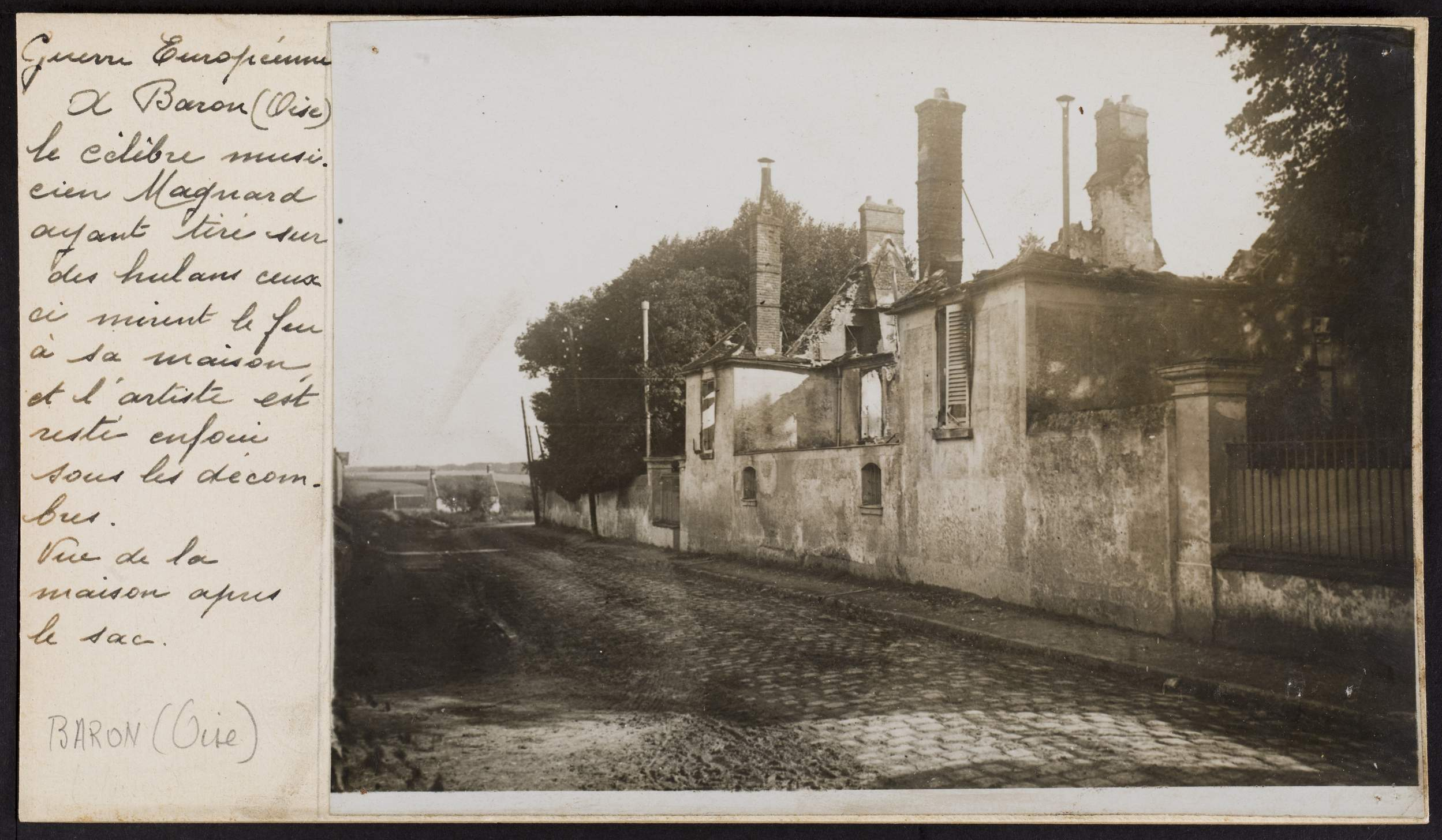
Ruine von Magnards Anwesen in Baron

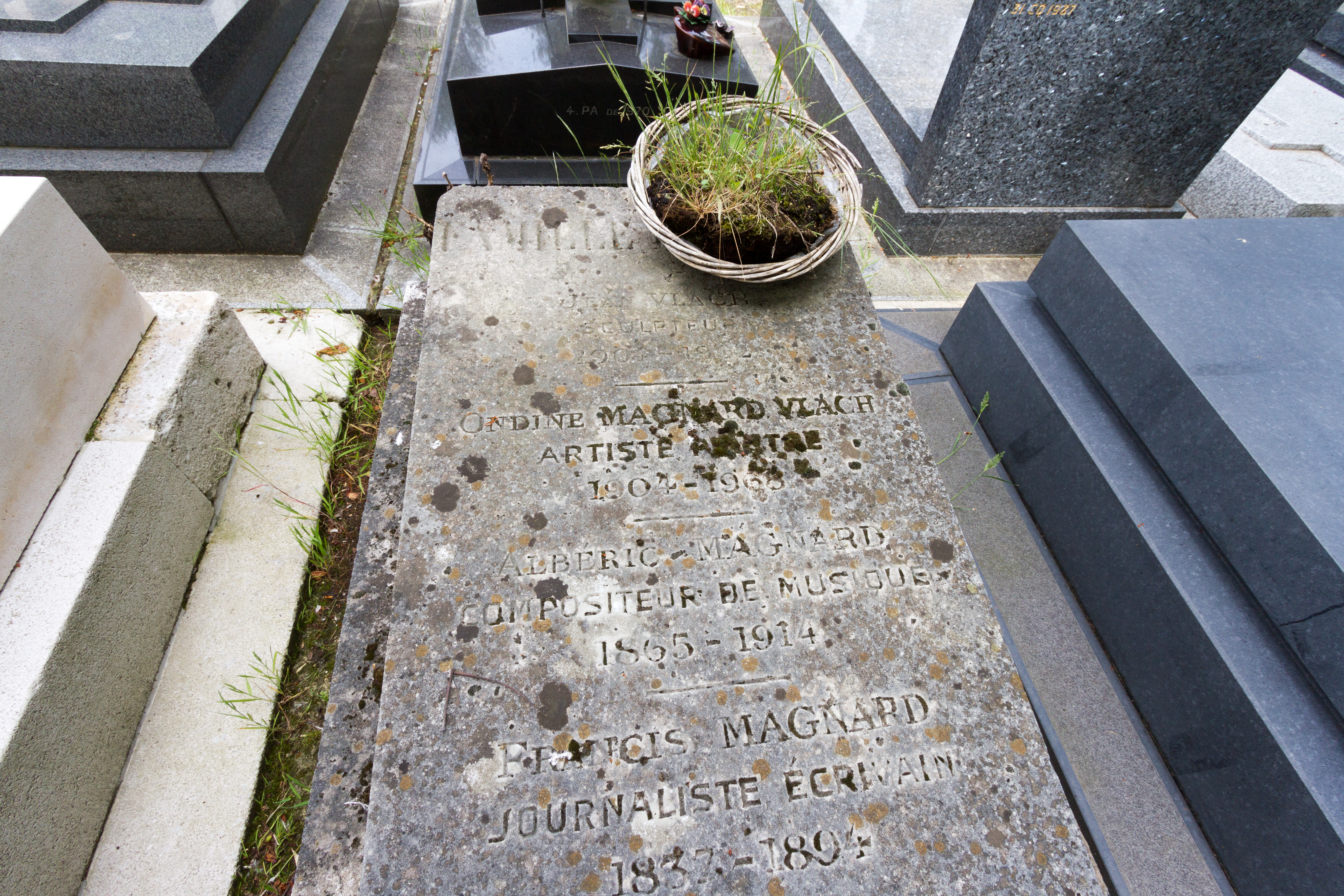
Grab.

Zu Beginn des Ersten Weltkriegs schickte Magnard seine Frau mit den beiden Töchtern an einen sicheren Ort, während er auf dem von ihm seit 1904 bewohnten Anwesen Manoir de Fontaines in Baron blieb. Als eine deutsche Aufklärungspatrouille es betrat, schoss er auf sie und tötete einen Soldaten. Die deutschen Soldaten feuerten zurück und setzten das Haus in Brand. Magnard kam dabei um, sein Körper konnte in der Ruine später nicht mehr identifiziert werden. Das Feuer zerstörte auch Magnards unveröffentlichte Partituren, etwa die frühe Oper Yolande, zwei Akte von Guercœur sowie einen später komponierten Liederzyklus. Ropartz, der 1908 den ersten Akt von Guercœur aufgeführt hatte, rekonstruierte aus dem Gedächtnis die verlorenen Akte und führte das Werk erstmals am 24. April 1931 im Palais Garnier der Pariser Oper vollständig auf. Erst 2019 brachte das Theater Osnabrück die Oper erneut szenisch zur Aufführung. Die erste französische szenische Produktion nach der Uraufführung hatte am 28. April 2024 an der Opéra du Rhin in Straßburg Premiere.

## Stil
Magnards Stil besitzt Beziehungen zu seinen französischen Zeitgenossen, so in der Affinität zu modalen Wendungen zu Gabriel Fauré, in der Vorliebe für Kanons, Choräle und Fugen zu César Franck. Die Neigung zu rhythmisch-metrischen Wechseln und Überlagerungen verweist auf Claude Debussy und Maurice Ravel, allerdings lehnte Magnard den auf Farbwirkungen setzenden Impressionismus ab, bevorzugte eine schmucklos-sachliche Satzweise und fühlte sich der Klassik Beethovens verpflichtet. Zuweilen, so in den Sinfonien, gibt es Passagen, die an Gustav Mahler gemahnen. Die gelegentliche Verwendung von Chorälen brachte ihm auch das Attribut eines „französischen Bruckner“ ein. Allerdings entspricht Magnards Handhabung der zyklischen Form mehr derjenigen von Franck als der von Bruckner. In seinen Opern wandte Magnard die Leitmotiv-Technik Richard Wagners an.

## Werk
Magnards erhaltenes Œuvre ist nicht sehr umfangreich. Die Zahl der veröffentlichten Werke liegt nur knapp über 20, darunter sind 3 Opern und 4 Sinfonien. Auch wenn Magnard ein Außenseiter des Musikbetriebs blieb, zählen zumindest die beiden erhaltenen Opern, die 3. und 4. Sinfonie sowie die Violinsonate und das Streichquartett zu den herausragenden Werken der französischen Musikgeschichte um 1900.

### Werke mit Opuszahl
- Trois Pièces pour Piano op. 1
- Suite dans le style ancien op. 2 für Orchester
- Six Poèmes en Musique op. 3 (Lieder; 1887–90)
- 1. Sinfonie c-Moll op. 4 (1889/90)
- Yolande op. 5, Oper (UA 1892; verloren, 2018 rekonstruiert)
- 2. Sinfonie E-Dur op. 6 (1893)
- Promenades op. 7 für Klavier (1893)
- Quintett für Klavier und Bläser d-Moll op. 8 (1894)
- Chant Funèbre op 9 für Orchester
- Ouverture op. 10 für Orchester
- 3. Sinfonie b-Moll op. 11 (1895/96)
- Guercœur op. 12, Oper (1897–1901)
- Violinsonate G-Dur op. 13 (1901)
- Hymne à la Justice op. 14 für Orchester (1901/02)
- Quatre Poèmes en Musique op. 15 (Lieder)
- Streichquartett e-Moll op. 16 (1902/03)
- Hymne à Venus op. 17 für Orchester
- Klaviertrio f-Moll op. 18 (1904/05)
- Bérénice op. 19, Oper (UA 1911)
- Cellosonate A-Dur op. 20 (1909/10)
- 4. Sinfonie cis-Moll op. 21 (1913)
- Douze Poèmes en Musique op. 22 (Lieder)

### Werke ohne Opuszahl
- En Dieu Mon Espérance et Mon Épée pour Ma Défense für Klavier
- À Henriette, Lied